# Miracle (album của Celine Dion)
Miracle là album phòng thu thứ 21 và cũng là album tiếng Anh thứ chín của ca sĩ người Canada Celine Dion, phát hành ngày 11 tháng 10 năm 2004 bởi Columbia Records và Epic Records. Đây là một album chủ đề với sự hợp tác giữa Dion và nhiếp ảnh gia người Úc Anne Geddes, như là một phần của dự án đa phương tiện với chủ đề tập trung vào trẻ sơ sinh và tình mẫu tử, trong đó âm nhạc của nữ ca sĩ đóng vai trò là nhạc nền cho tập sách ảnh cùng tên của Geddes. Toàn bộ đĩa nhạc được sản xuất bởi David Foster, đánh dấu sự tái hợp giữa ông với Dion kể từ album tuyển tập All the Way... A Decade of Song (1999). Miracle chủ yếu bao gồm những bản hát lại và một số bài hát từng xuất hiện trong những tác phẩm trước của nữ ca sĩ, bên cạnh một số bản nhạc mới.
Sau khi phát hành, Miracle đa phần nhận được những phản ứng trái chiều từ các nhà phê bình âm nhạc, trong đó họ cho rằng album thiếu sự bất ngờ và quá ủy mị nhưng đánh giá cao sự kết hợp giữa âm nhạc và tập sách ảnh. Tuy nhiên, album vẫn gặt hái những thành công tương đối về mặt thương mại, đứng đầu bảng xếp hạng tại Canada và lọt vào top 10 ở nhiều quốc gia khác, bao gồm những thị trường lớn như Hà Lan, Pháp, Thụy Sĩ và Vương quốc Anh. Miracle ra mắt ở vị trí thứ tư trên bảng xếp hạng Billboard 200 tại Hoa Kỳ với 107,000 bản, trở thành album thứ tám của Dion vươn đến top 10 tại đây và được chứng nhận đĩa Bạch kim bởi Hiệp hội Công nghiệp Ghi âm Hoa Kỳ (RIAA).
Bốn đĩa đơn quảng bá đã được phát hành từ Miracle. "Beautiful Boy" được phát hành dưới dạng đĩa đơn đầu tiên ở Bắc Mỹ và một số quốc gia Châu Âu, và được tiếp nối bởi "In Some Small Way" tại Bắc Mỹ. "Je lui dirai" được chọn làm đĩa đơn ở những quốc gia nói tiếng Pháp, trong khi bài hát chủ đề được phát hành ở Vương quốc Anh và một số thị trường Châu Á. Để quảng bá album, Dion xuất hiện và trình diễn trên một số chương trình truyền hình và lễ trao giải lớn, như The Ellen DeGeneres Show, Live! with Regis and Kelly và The Oprah Winfrey Show. Miracle sau đó nhận được hai đề cử tại giải Juno năm 2005 cho Album của năm và Album Pop của năm, và đã bán được hơn hai triệu bản trên toàn thế giới.

## Danh sách bài hát
Tất cả các bản nhạc đều do David Foster sản xuất, ngoại trừ "Je lui dirai" của Erick Benzi.
| Miracle – Phiên bản tiêu chuẩn | Miracle – Phiên bản tiêu chuẩn                          | Miracle – Phiên bản tiêu chuẩn      | Miracle – Phiên bản tiêu chuẩn |
| STT                            | Nhan đề                                                 | Sáng tác                            | Thời lượng                     |
| ------------------------------ | ------------------------------------------------------- | ----------------------------------- | ------------------------------ |
| 1.                             | "Miracle"                                               | Steve Dorff Linda Thompson          | 3:37                           |
| 2.                             | "Brahms' Lullaby"                                       | Johannes Brahms                     | 3:32                           |
| 3.                             | "If I Could"                                            | Ron Miller Ken Hirsch Marti Sharron | 4:46                           |
| 4.                             | "Sleep Tight"                                           | Richard Page Jon Lind John Lang     | 4:39                           |
| 5.                             | "What a Wonderful World"                                | George David Weiss Bob Thiele       | 3:47                           |
| 6.                             | "My Precious One"                                       | Peer Åström Stephanie Bentley       | 3:50                           |
| 7.                             | "A Mother's Prayer"                                     | Foster Carole Bayer Sager           | 3:41                           |
| 8.                             | "The First Time Ever I Saw Your Face"                   | Ewan MacColl                        | 4:10                           |
| 9.                             | "Baby Close Your Eyes"                                  | Carol Welsman Romano Musumarra      | 3:24                           |
| 10.                            | "Come to Me"                                            | Beverley Mahood Thomas Wade         | 4:33                           |
| 11.                            | "Le loup, la biche et le chevalier (une chanson douce)" | Maurice Pon Henri Salvador          | 3:13                           |
| 12.                            | "Je lui dirai" (chỉ riêng tại Pháp)                     | Jean-Jacques Goldman                | 3:57                           |
| 13.                            | "Beautiful Boy"                                         | John Lennon                         | 3:53                           |
| 14.                            | "In Some Small Way"                                     | Page David Tyson                    | 5:06                           |
| Tổng thời lượng:               | Tổng thời lượng:                                        | Tổng thời lượng:                    | 55:08                          |

| Miracle – Phiên bản giới hạn (DVD kèm theo) | Miracle – Phiên bản giới hạn (DVD kèm theo) | Miracle – Phiên bản giới hạn (DVD kèm theo) | Miracle – Phiên bản giới hạn (DVD kèm theo) |
| STT                                         | Nhan đề                                     | Đạo diễn                                    | Thời lượng                                  |
| ------------------------------------------- | ------------------------------------------- | ------------------------------------------- | ------------------------------------------- |
| 1.                                          | "Quá trình thực hiện Miracle"               | Scott Lochmus                               | 20:00                                       |

## Xếp hạng
| Bảng xếp hạng (2004)                | Vị trí cao nhất |
| ----------------------------------- | --------------- |
| Album Úc (ARIA)                     | 15              |
| Album Áo (Ö3 Austria)               | 34              |
| Album Bỉ (Ultratop Vlaanderen)      | 13              |
| Album Bỉ (Ultratop Wallonie)        | 1               |
| Album Canada (Billboard)            | 1               |
| Album Cộng hòa Séc (ČNS IFPI)       | 51              |
| Album Đan Mạch (Hitlisten)          | 12              |
| Album Hà Lan (Album Top 100)        | 4               |
| Album Châu Âu (Music & Media)       | 6               |
| Album Pháp (SNEP)                   | 4               |
| Album Đức (Offizielle Top 100)      | 34              |
| Album Hy Lạp Quốc tế (IFPI)         | 9               |
| Album Hungaria (MAHASZ)             | 84              |
| Album Ý (FIMI)                      | 15              |
| Album Nhật Bản (Oricon)             | 168             |
| Album New Zealand (RMNZ)            | 26              |
| Album Ba Lan (ZPAV)                 | 15              |
| Album Bồ Đào Nha (AFP)              | 19              |
| Album Quebec (ADISQ)                | 1               |
| Album Scotland (OCC)                | 9               |
| Album Tây Ban Nha (PROMUSICAE)      | 77              |
| Album Thụy Điển (Sverigetopplistan) | 30              |
| Album Thụy Sĩ (Schweizer Hitparade) | 6               |
| Album Anh Quốc (OCC)                | 5               |
| Album Hoa Kỳ Billboard 200          | 4               |
| Hoa Kỳ Top Kid Audio (Billboard)    | 1               |

| Bảng xếp hạng (2004)             | Vị trí |
| -------------------------------- | ------ |
| Album Bỉ (Ultratop Flanders)     | 72     |
| Album Bỉ (Ultratop Wallonia)     | 26     |
| Album Hà Lan (Album Top 100)     | 66     |
| Album Pháp (SNEP)                | 96     |
| Hoa Kỳ Top Kid Audio (Billboard) | 3      |
| Bảng xếp hạng (2005)             | Vị trí |
| Hoa Kỳ Billboard 200             | 151    |
| Hoa Kỳ Top Kid Audio (Billboard) | 1      |

| Bảng xếp hạng (2000–2009)        | Vị trí |
| -------------------------------- | ------ |
| Hoa Kỳ Top Kid Audio (Billboard) | 11     |

## Chứng nhận
| Quốc gia | Chứng nhận | Số đơn vị/doanh số chứng nhận |
| --- | ---------- | ----------------------------- |
| Bỉ (BEA) | Vàng       | 25.000*                       |
| Canada (Music Canada) | Bạch kim   | 100.000‡                      |
| Pháp (SNEP) | Vàng       | 100.000*                      |
| Thụy Sĩ (IFPI) | Vàng       | 20.000^                       |
| Anh Quốc (BPI) | Vàng       | 109,963                       |
| Hoa Kỳ (RIAA) | Bạch kim   | 1.000.000^                    |
| Tổng hợp |            |                               |
| Toàn cầu | —          | 2,000,000                     |
| * Chứng nhận dựa theo doanh số tiêu thụ. ^ Chứng nhận dựa theo doanh số nhập hàng. ‡ Chứng nhận dựa theo doanh số tiêu thụ và phát trực tuyến. |            |                               |

## Lịch sử phát hành
| Khu vực  | Ngày              | Hãng đĩa | Định dạng | Mã                             |
| -------- | ----------------- | -------- | --------- | ------------------------------ |
| Châu Âu  | 11 tháng 10, 2004 | Columbia | CD        | 5187482 5187489 (bản tại Pháp) |
| Châu Âu  | 11 tháng 10, 2004 | Columbia | CD/DVD    | 5187487 5187483 (bản tại Pháp) |
| Hoa Kỳ   | 12 tháng 10, 2004 | Epic     | CD        | 93453                          |
| Hoa Kỳ   | 12 tháng 10, 2004 | Epic     | CD/DVD    | 93454                          |
| Canada   | 12 tháng 10, 2004 | Columbia | CD        | 5187482                        |
| Canada   | 12 tháng 10, 2004 | Columbia | CD/DVD    | 5187487                        |
| Úc       | 15 tháng 10, 2004 | Epic     | CD        | 5187482                        |
| Úc       | 15 tháng 10, 2004 | Epic     | CD/DVD    | 5187487                        |
| Nhật Bản | 22 tháng 12, 2004 | SMEJ     | CD        | EICP-464                       |